# حالة مثارة

بعد أن يمتص إلكترون طاقة الاستثارة فقد يقفز من الحالة القاعية في الذرة إلى حالة أعلى تسمى حالة مثارة.

حالة المثارة في الفيزياء الذرية هي إحدي حالات نظام كمومي (مثل ذرة أو جزيئ أو نواة الذرة تكون فيها طاقة النظام أعلى من الحالة القاعية.
وتتصف الذرة، مثل ذرة الهيدروجين مثلا، بأن يتخذ الإلكترون مدارا ذو مستوي طاقة كمومي معين، وعادة يستقر في المستوي الكمومي المسمى حالة قاعية تكون طاقته فيه الأقل مطلقا.
فإذا امتص الإلكترون فوتونا من الخارج فقد يكون طاقة الفوتون الممتصة كافية لكي يغادر الإلكترون مستوي الطاقة الكمومي الذي هو فيه ويعلو على مستوي طاقة أعلى وتسمي حالة الذرة حالة مثارة. وفي الحالة المثارة لا يستطيع الإلكترون أن يبقى فيها طويلا، فسرعان ما يطلق طاقتة الزائدة في صورة فوتون (إشعاع ضوئي مثلا ) إلى الخارج، ويهبط إلى الحالة القاعية المستقرة.

## الاستقرار ومدة العمر
إذا ترك نظام فيزيائي معزولا فإنه - طبقا لما نشاهده في الطبيعة - يميل لخفض طاقته إلى أقل حد ممكن . وتفسر ميكانيكا الكم تلك الخاصية باحتمالات لمستويات الطاقة الكمومية المختلفة التي يمكن للنظام شغر أحدها. ولذلك تكون بصفة عامة الحالة الإثارة ليست مستقرة، ولكن يقترن بها مد زمنية تسمى مدة العمر. أي يمكن القول أن مدة العمر هي احتمال التحلل في 1 ثانية ينتقل فيها النظام من حالة من حالات الإثارة إلى حالة أقل إثارة أو إلى الحالة القاعية. ويمكن أن تكون مدة العمر جزءا من الثانية (إصدار شعاع ضوء) وقد تكون ألاف السنين تحلل بيتا وتحلل جاما.

## اقرأ أيضا
- نصف قطر بور
- تموج كمومي
- مبدأ عدم التأكد
- تحلل ألفا
- حالة قاعية
- جهد يوكاوا
- إثارة الإلكترون

## وصلات خارجية
- ميكانيكا الكم (موسوعة ستانفورد للفلسفة)
- كل شيء تريد معرفته عن العالم الكمومي — من مجلة العالم الجديد.
- تاريخ ميكانيك الكم
- تطورات جديدة في فهم العلاقة بين الفيزياء الكلاسكية-الكمومية
- مجموعة دروس قابلة للتنزيل حول ميكانيك الكم
- مقدمة للميكانيك الكمومي نسخة محفوظة 31 مايو 2006 على موقع واي باك مشين.